# Festival Celsius 232
El Festival Celsius 232, también conocido como «El Celsius» o «Las Celsius», es un festival de literatura fantástica de carácter internacional. Se celebra en la ciudad asturiana de Avilés desde el año 2012 y se ha venido consolidando como uno de los eventos punteros en España de literatura fantástica.
El Celsius goza de gran popularidad dado su carácter gratuito, diáfano y plural. Toma su nombre de la obra de Ray Bradbury llamada Fahrenheit 451, que en conversión a  grados Celsius son 232 °C, temperatura a la que un libro comienza a arder.
Se caracteriza por dar cobertura durante todo el año a eventos, clubes de lectura y difusión de noticias sobre el mundo de la fantasía y ciencia ficción desde un punto de vista plural y poniendo igual importancia en obras de editoriales independientes o grandes grupos editoriales.

## Historia
El festival nació en 2012 como punto de encuentro para gente del mundo de la literatura, si bien con el paso de las ediciones ha ido aumentando la oferta de actividades abarcando otras disciplinas como el cine, los videojuegos, el cómic, los juegos de mesa o el cosplay.
También tiene un público muy variado ya que tiene desde mesas especializadas hasta actividades de carácter familiar.

Desde la primera edición diferentes personalidades de la escena literaria han participado en el festival con actividades como charlas, firmas de libros o talleres, autores de la talla de George R. R. Martin, Tade Thompson, Rosa Montero, John Connolly o Brandon Sanderson. En la edición celebrada en 2019 el festival reunió a 241 autores.

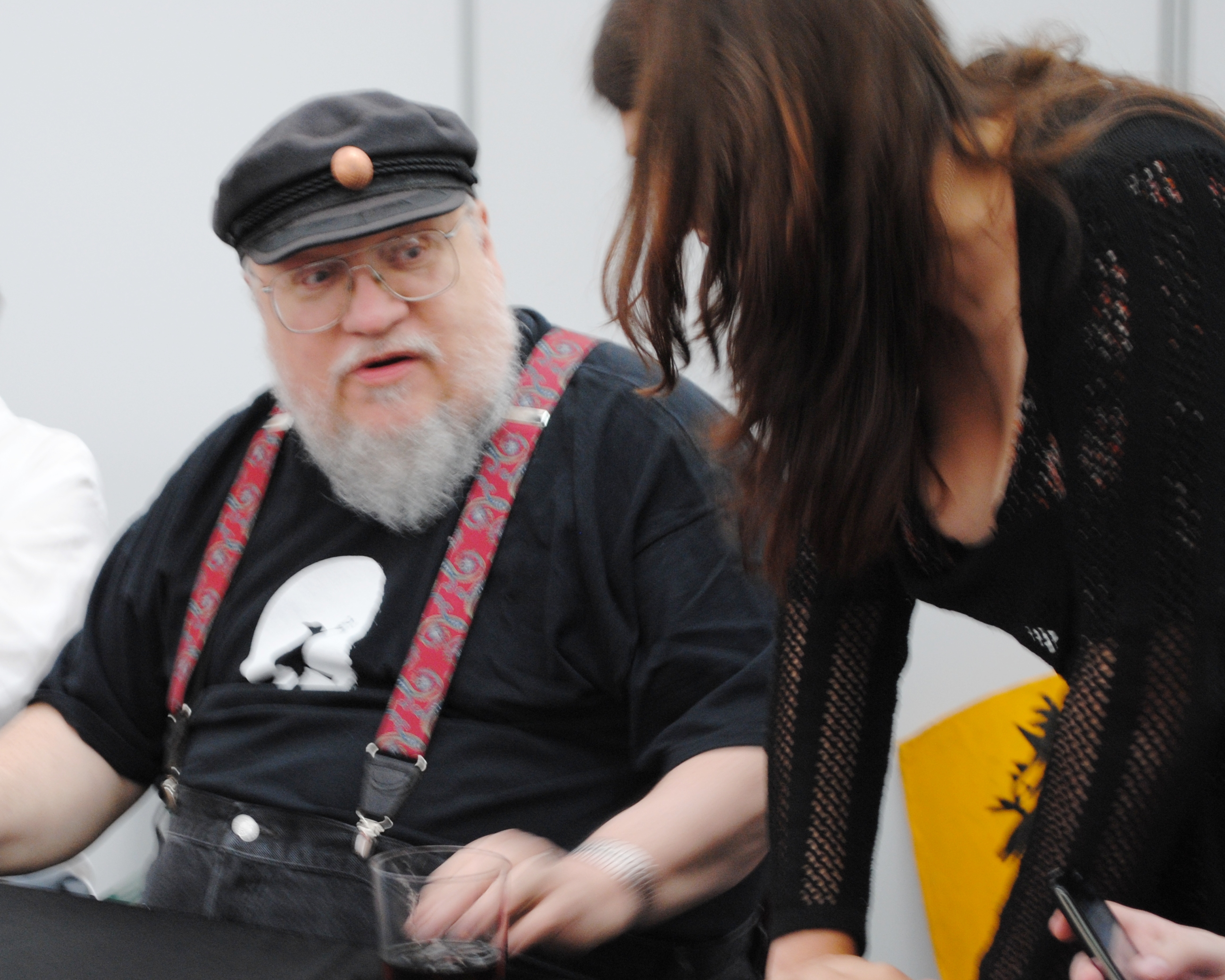
George R. R. Martin firmando libros en el Celsius.

## Premios Kelvin 505 y Premios Lorna
Con el objeto de incentivar la creación literaria el festival también concede dos premios. Los premios Kelvin 505 para premiar a la mejor novela nacional y la mejor novela extranjera, tanto juvenil como adulta, y desde 2018 la organización también convoca los Premios Lorna para premiar al mejor cómic nacional de ciencia ficción, fantasía o terror publicado por primera vez en España en el año natural anterior. 
Asimismo, los directores del festival también galardonan desde 2018 al autor que más los ha hecho disfrutar en la edición de ese año.

### Obras ganadoras[5]
| Año  | Obra                                                                      | Categoría                |
| ---- | ------------------------------------------------------------------------- | ------------------------ |
| 2025 | La península de las casas vacías, de David Uclés                          | Novela original          |
| 2025 | Al final de la oscuridad, de Sequoia Nagamatsu                            | Novela traducida         |
| 2025 | Prodigioso principio de amor, de Silvia Aliaga                            | Novela juvenil original  |
| 2025 | Hilos que unen, de Kika Hatzopoulou                                       | Novela juvenil traducida |
| 2024 | Teseo en Llamas, de Beatriz Alcaná                                        | Novela original          |
| 2024 | Mi corazón es una motosierra, de Stephen Graham Jones                     | Novela traducida         |
| 2024 | El verano en que llegaron los lobos, de Patricia García-Rojo              | Novela juvenil original  |
| 2024 | Bajo la puerta de los susurros, de T. J. Klune                            | Novela juvenil traducida |
| 2023 | Solo los vivos perdonan – Ismael Martínez Biurrun                         | Novela original          |
| 2023 | El exorcismo de mi mejor amiga – Grady Hendrix                            | Novela traducida         |
| 2023 | La ciudad de los mil ojos – Bruno Puelles                                 | Novela juvenil original  |
| 2023 | El río tiene dientes – Erica Waters                                       | Novela juvenil traducida |
| 2022 | La señora Potter no es exactamente Santa Claus, de Laura Fernández        | Novela original          |
| 2022 | Piranesi, de Susanna Clarke                                               | Novela traducida         |
| 2022 | La balada de los magos, de África Vázquez                                 | Novela juvenil original  |
| 2022 | Una educación mortal, de Naomi Novik                                      | Novela juvenil traducida |
| 2021 | Newropía, de Sofía Rhei                                                   | Novela original          |
| 2021 | Hex, de Thomas Olde Heuvelt                                               | Novela traducida         |
| 2021 | El asesino de Alfas, de Patricia García-Rojo                              | Novela juvenil original  |
| 2021 | La historia imposible de Sebastián Cole, de Ben Brooks                    | Novela juvenil traducida |
| 2020 | El efecto Frankenstein, de Elia Barceló                                   | Novela original          |
| 2020 | Sed, de Neal y Jarrod Shusterman                                          | Novela traducida         |
| 2020 | Nuestra parte de noche, de Mariana Enríquez                               | Novela juvenil original  |
| 2020 | El hambre, de Alma Katsu                                                  | Novela juvenil traducida |
| 2019 | El Amante germano, de Pilar Pedraza                                       | Novela original          |
| 2019 | La extraordinaria familia Telemacus, de Daryl Gregory                     | Novela traducida         |
| 2019 | La balada de los unicornios, de Ledicia Costas                            | Novela juvenil original  |
| 2019 | Hijos de sangre y hueso, de Tomi Adeyemi                                  | Novela juvenil traducida |
| 2018 | Las tres muertes de Fermín Salvochea, de Jesús Cañadas                    | Novela original          |
| 2018 | La quinta estación (Trilogía de la tierra fragmentada 1), de N.K. Jemisin | Novela traducida         |
| 2018 | Heredero (La segunda revolución 1), de Costa Alcalá                       | Novela juvenil original  |
| 2018 | El árbol de las mentiras, de Frances Hardinge                             | Novela juvenil traducida |